# Spalangia turneri
Spalangia turneri är en stekelart som beskrevs av Boucek 1965. Spalangia turneri ingår i släktet Spalangia och familjen puppglanssteklar. Inga underarter finns listade i Catalogue of Life.